# Jutland

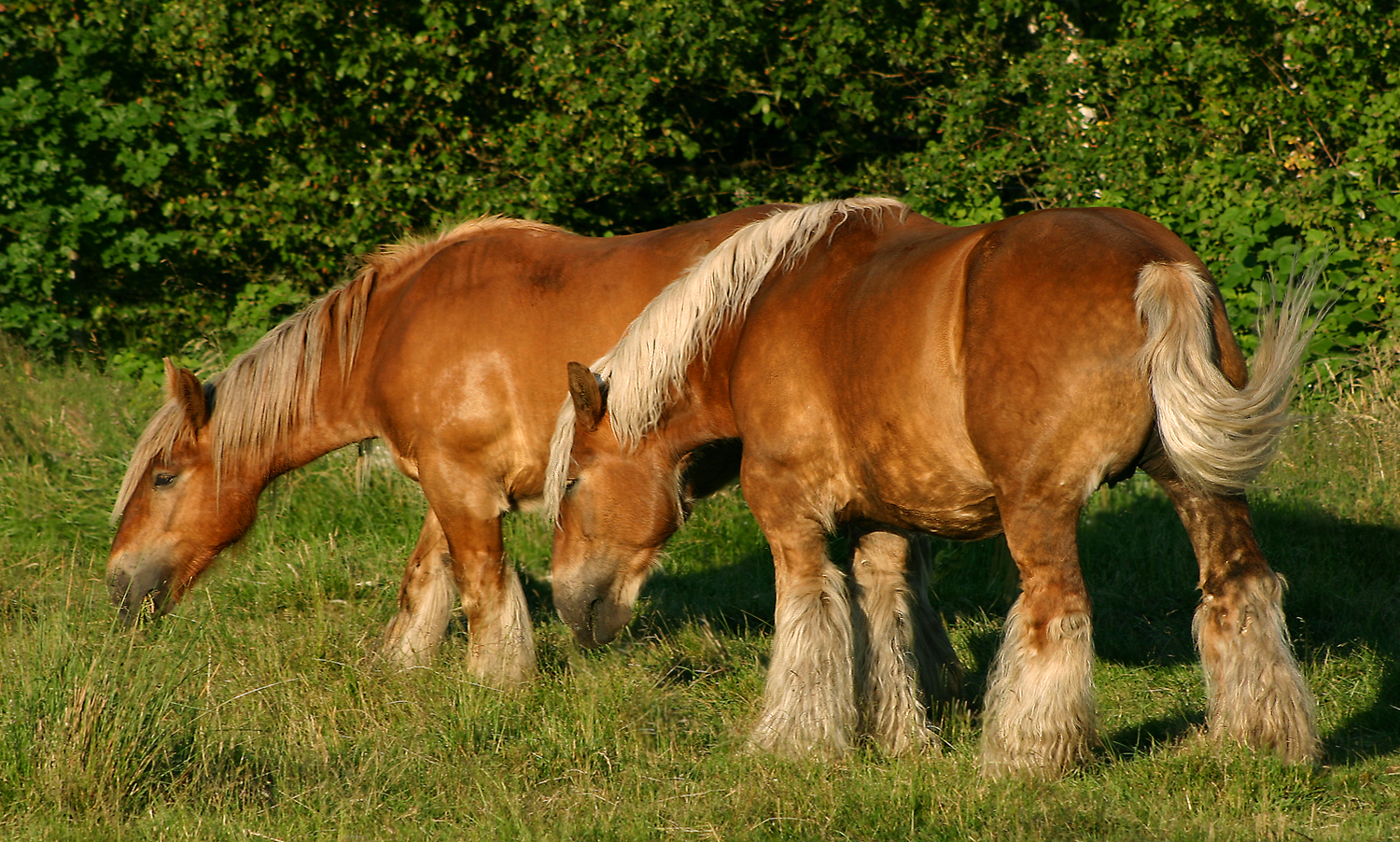
Jutlandy

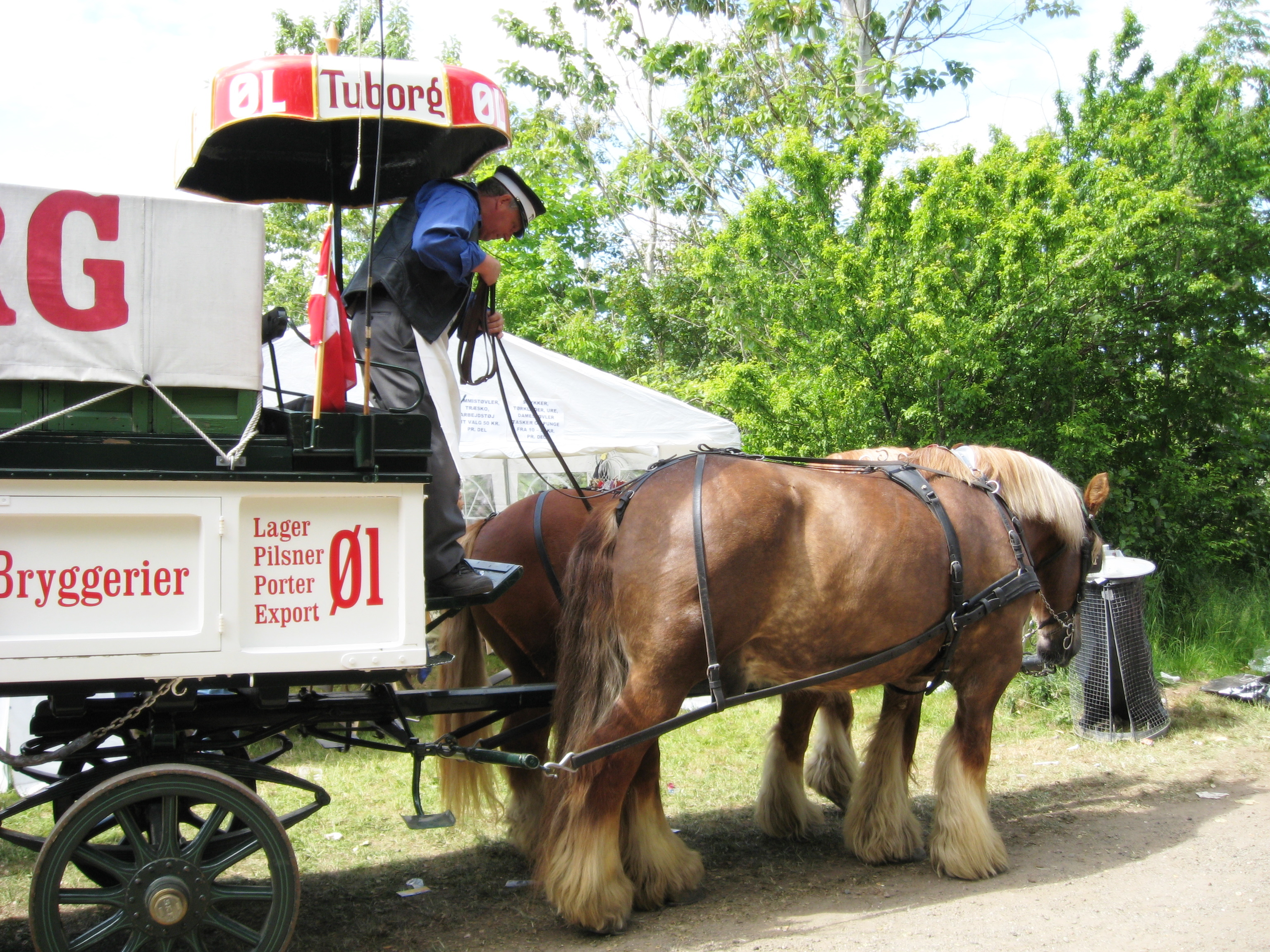
Dwa jutlandy ciągną wóz reklamowy piwa Tuborg

Jutland – rasa konia domowego wywodząca się z Danii. 
Koń jest krępy, ciężki, z krótkimi, mocnymi nogami o obfitych szczotkach, które hodowcy usiłują wyeliminować. Próbują też poprawić słabe stawy, za które rasa ta była w przeszłości krytykowana. Ma dość podobny pokrój do suffolk puncha, ale nieco mniej szlachetną głowę. Szyja jest gruba i muskularna, osadzona na dość stromych łopatkach, noszona wysoko. Klatka piersiowa bardzo szeroka i głęboka, kłoda owalna, a grzbiet krótki. 
Typowe umaszczenie jest kasztanowate, jakkolwiek oryginalne było kare lub karogniade. Wysokość w kłębie wynosi około 157 cm. Waga waha się od 680-810 kg. 
Rzadko są używanie w rolnictwie, mimo że właśnie z myślą o tym były hodowane.